# Chesley, Ontario
Chesley är en ort i Kanada.   Den ligger i provinsen Ontario, i den sydöstra delen av landet, 400 km väster om huvudstaden Ottawa. Chesley ligger 282 meter över havet och antalet invånare är 2 000.
Terrängen runt Chesley är platt. Närmaste större samhälle är Hanover, 17,0 km söder om Chesley. 
Trakten runt Chesley består till största delen av jordbruksmark. Runt Chesley är det glesbefolkat, med 11 invånare per kvadratkilometer.